# Gullbranna
Gullbranna is een plaats in Zweden, in de gemeente Halmstad in het landschap Halland en de provincie Hallands län. De plaats heeft 727 inwoners (2005) en een oppervlakte van 51 hectare.